# Radinio Balker
Radinio Roberto Balker (Amsterdam, 3 settembre 1998) è un calciatore olandese, difensore dell'Huddersfield Town.

## Carriera
Cresciuto nel settore giovanile dell'Almere City, esordisce in prima squadra il 14 dicembre 2018, in occasione dell'incontro di Eerste Divisie perso per 2-3 contro lo Jong Ajax.
Il 20 gennaio 2021 viene acquistato dal Groningen, firmando un contratto triennale con opzione di un altro anno, che lo rimane all'Almere City fino al termine della stagione. Tuttavia, il 2 luglio successivo, viene comunicato che il giocatore ha subito un grave infortunio, costringendolo, di fatto, a saltare l'intera stagione. Esordisce in Eredivisie il 7 agosto 2022, nell'incontro pareggiato per 2-2 contro il Volendam.
Il 18 gennaio 2024 viene ceduto a titolo definitivo all'Huddersfield Town.

## Statistiche

### Presenze e reti nei club
Statistiche aggiornate al 26 agosto 2022.
| Stagione           | Squadra            | Campionato         | Campionato | Campionato | Coppe nazionali | Coppe nazionali | Coppe nazionali | Coppe continentali | Coppe continentali | Coppe continentali | Altre coppe | Altre coppe | Altre coppe | Totale | Totale |
| Stagione           | Squadra            | Comp               | Pres       | Reti       | Comp            | Pres            | Reti            | Comp               | Pres               | Reti               | Comp        | Pres        | Reti        | Pres   | Reti   |
| ------------------ | ------------------ | ------------------ | ---------- | ---------- | --------------- | --------------- | --------------- | ------------------ | ------------------ | ------------------ | ----------- | ----------- | ----------- | ------ | ------ |
| 2018-2019          | Almere City        | 1D                 | 19+2       | 0          | CO              | 0               | 0               |                    | -                  | -                  |             | -           | -           | 21     | 0      |
| 2019-2020          | Almere City        | 1D                 | 22         | 1          | CO              | 0               | 0               |                    | -                  | -                  |             | -           | -           | 22     | 1      |
| 2020-2021          | Almere City        | 1D                 | 15+1       | 2+0        | CO              | 0               | 0               |                    | -                  | -                  |             | -           | -           | 16     | 2      |
| Totale Almere City | Totale Almere City | Totale Almere City | 56+3       | 3+0        |                 | 0               | 0               |                    | -                  | -                  |             | -           | -           | 59     | 3      |
| 2021-2022          | Groningen          | ED                 | 0          | 0          | CO              | 0               | 0               |                    | -                  | -                  |             | -           | -           | 0      | 0      |
| 2022-2023          | Groningen          | ED                 | 4          | 0          | CO              | 0               | 0               |                    | -                  | -                  |             | -           | -           | 4      | 0      |
| Totale carriera    | Totale carriera    | Totale carriera    | 63         | 3          |                 | 0               | 0               |                    | -                  | -                  |             | -           | -           | 63     | 3      |